# South Africa Sevens
Il South Africa Sevens è un torneo annuale sudafricano di rugby a 7. Fa parte delle World Rugby Sevens Series e attualmente viene disputato al Cape Town Stadium di Città del Capo.

## Albo d'oro
| Anno          | Luogo                                      |               | Finale di Cup | Finale di Cup | Finale di Cup |           | Finale Plate | Finale Plate | Finale Plate |
| Anno          | Luogo                                      | Vincitore     | Punteggio     | Finalista     | Vincitore     | Punteggio | Finalista    |              |              |
| 1999 Dettagli | Stellenbosch, Stadio Danie Craven          | Figi          |               |               |               |           |              |              |              |
| 2000 Dettagli | Durban, Kings Park Stadium                 | Nuova Zelanda |               |               |               |           |              |              |              |
| 2001 Dettagli | Durban, Kings Park Stadium                 | Nuova Zelanda |               |               |               |           |              |              |              |
| 2002 Dettagli | George, Outeniqua Park                     | Figi          |               |               |               |           |              |              |              |
| 2003 Dettagli | George, Outeniqua Park                     | Inghilterra   |               |               |               |           |              |              |              |
| 2004 Dettagli | George, Outeniqua Park                     | Nuova Zelanda | 33 - 19       | Figi          |               |           |              |              |              |
| 2005 Dettagli | George, Outeniqua Park                     | Figi          | 21 - 19       | Argentina     |               |           |              |              |              |
| 2006 Dettagli | George, Outeniqua Park                     | Nuova Zelanda | 24 - 17       | Sudafrica     | Galles        | 26 - 5    | Tunisia      |              |              |
| 2007 Dettagli | George, Outeniqua Park                     | Nuova Zelanda | 34 - 7        | Figi          | Kenya         | 15 - 14   | Stati Uniti  |              |              |
| 2008 Dettagli | George, Outeniqua Park                     | Sudafrica     | 12 - 7        | Nuova Zelanda | Inghilterra   | 24 - 7    | Portogallo   |              |              |
| 2009 Dettagli | George, Outeniqua Park                     | Nuova Zelanda | 21 - 12       | Figi          | Inghilterra   | 21 - 7    | Sudafrica    |              |              |
| 2010 Dettagli | George, Outeniqua Park                     | Nuova Zelanda | 22 - 19       | Inghilterra   | Sudafrica     | 10 - 5    | Argentina    |              |              |
| 2011 Dettagli | Port Elizabeth, Nelson Mandela Bay Stadium | Nuova Zelanda | 31 - 26       | Sudafrica     | Galles        | 48 - 0    | Figi         |              |              |
| 2012 Dettagli | Port Elizabeth, Nelson Mandela Bay Stadium | Nuova Zelanda | 47 - 12       | Francia       | Galles        | 26 - 14   | Figi         |              |              |
| 2013 Dettagli | Port Elizabeth, Nelson Mandela Bay Stadium | Sudafrica     | 17 - 14       | Nuova Zelanda | Figi          | 45 - 19   | Francia      |              |              |
| 2014 Dettagli | Port Elizabeth, Nelson Mandela Bay Stadium | Sudafrica     | 26 - 17       | Nuova Zelanda | Stati Uniti   | 21 - 14   | Figi         |              |              |
| 2015 Dettagli | Città del Capo, Cape Town Stadium          | Sudafrica     | 29 - 14       | Argentina     | Figi          | 29 - 19   | Stati Uniti  |              |              |
| 2016 Dettagli | Città del Capo, Cape Town Stadium          | Inghilterra   | 19 - 17       | Sudafrica     |               |           |              |              |              |
| 2017 Dettagli | Città del Capo, Cape Town Stadium          | Nuova Zelanda | 38 - 14       | Argentina     |               |           |              |              |              |
| 2018 Dettagli | Città del Capo, Cape Town Stadium          | Figi          | 29 - 15       | Stati Uniti   |               |           |              |              |              |
| 2019 Dettagli | Città del Capo, Cape Town Stadium          | Nuova Zelanda | 7 - 5         | Sudafrica     |               |           |              |              |              |